# Museo de Calcos y Escultura comparada
El Museo de Calcos y Escultura comparada Ernesto de la Cárcova es un museo de arte ubicado en la ciudad de Buenos Aires, capital de la Argentina. Depende de la Universidad Nacional de las Artes.
En sus salas se exhibe de modo permanente la colección histórica de calcos -reproducciones en yeso de originales- de obras maestras escultóricas expuestas en museos como el Louvre de París, el Británico de Londres, el Nacional de Antropología de México o la Academia de Florencia. Abarca más de 4000 años de historia proponiendo recorridos a través del Arte Egipcio Antiguo, Mesopotámico, Asiático, Hindú, Griego, Romano, Románico, Gótico, Renacentista, Manierista, Mesoamericano y Andino.

## Historia
El museo se encuentra en la esquina del Boulevard Elvira Rawson de Dellepiane con la Avenida España (Buenos Aires). Se trata de un conjunto de edificios construidos a comienzos del siglo XX, y que tuvieron primero la función de caballerizas del Lazareto, un organismo municipal que se encargaba del control de los animales que ingresaban a Buenos Aires.
En 1923, fueron remodelados para alojar a la Escuela Superior de Bellas Artes de la Nación por iniciativa de Ernesto de la Cárcova. En 1928 en pleno funcionamiento de la escuela, se instaló el Museo de Calcos.
El museo fue inaugurado en el año 1928, por recomendación de la Comisión Nacional de Bellas Artes. Nació con una función especialmente didáctica, ya que conserva reproducciones de grandes obras de arte clásico que sirven de modelo para los alumnos de la Escuela Superior de Bellas Artes de la Nación Ernesto de la Cárcova.
Muchos de los calcos provienen de Alemania, llegaron en 1908 para los festejos del centenario de la Revolución de Mayo, y fueron luego cedidos por el gobierno alemán. 
Entre 1923 y 1928 se incorporaron más, especialmente las esculturas de gran tamaño, por adquisición o donaciones.
Aproximadamente doscientos calcos de figuras egipcias y mesopotámicas fueron cedidos en 1935 por el Museo Antropológico y Etnográfico de Buenos Aires Juan Bautista Ambrosetti, pasando a engrosar la colección del museo.
El museo abre sus puertas al público recién en 1932, bajo la dirección de Ángel Guido.
El museo debe su nombre a Ernesto de la Cárcova, (n. 3 de marzo de 1866, fallecido el 28 de diciembre de 1927) pintor argentino y el primer director de la Academia Superior de Bellas Artes de la Nación.
En 1935, doscientos calcos de esculturas egipcias, asirias y babilónicas fueron cedidos por el Museo Antropológico y Etnográfico “Juan B. Ambrosetti” de la Facultad de Filosofía y Letras, a la Dirección Nacional de Bellas Artes, la cual envió una parte al Museo de Calcos y Escultura Comparada “Ernesto de la Cárcova”.
Debemos sumar a este valioso acervo la Biblioteca que alberga importantes libros de arte y la Colección de Estampas (Grabados) que contiene las obras de artistas formados en la institución, entre ellas las obras de Aída Carballo.

### Restauración del museo
Con esta puesta en valor, se incorporaron un acceso principal desde la Av. Elvira Rawson de Dellepiane a través del parque y un “vacío” central que sirve como espacio multifunción para eventos especiales, que al mismo tiempo permite una visualización del conjunto y una visión frontal del calco del David desde la entrada. Las tareas realizadas incluyeron la redistribución de áreas, la incorporación de nuevos espacios de exhibición y la modernización integral del edificio. Se renovaron pisos, revestimientos, cielorrasos, sistemas de iluminación y calefacción. Se construyeron accesos, rampas y sanitarios para personas con movilidad reducida.
Un equipo de especialistas, museólogos, escultores y restauradores, coordinaron los trabajos de traslado y preservación de los 700 calcos de esculturas y piezas de arte que son patrimonio del Museo.
El Museo constituye el más importante de su género en América del Sur, además de ser el más antiguo. El valor de su colección reside precisamente en la notable calidad de las reproducciones que alberga. Las piezas que se exponen en su antigua sede, la mayoría correspondientes a la época de la Grecia Clásica, son primeras copias de las obras originales; expuestas en museos como el Británico, el Louvre o la Academia de Florencia.
Actualmente el Museo Ernesto de la Cárcova es un Museo universitario que cuenta con la capacidad de albergar todos los lenguajes que  integran esta Universidad Nacional de las Artes . 
Este Museo que ha sido planteado pedagógicamente muestra el arte de la escultura desde la antigüedad hasta nuestros días pero fundamentalmente atendiendo a los intereses culturales actuales.

## Patrimonio
El museo tiene más de 700 esculturas. Las esculturas que posee este museo son réplicas exactas de las originales, fueron hechas por la técnica de vaciado o mediante la reproducción desde un molde sacado del original. Muchas de ellas son reproducciones de la "primera colada", o sea la primera vez que se hacía la copia. 

### Sala 1
La primera sala está dedicada al Arte Egipcio Antiguo, mesopotámico y oriental. Se exhiben ejemplos de arte egipcio como el "Escriba Dersenez" o el "Zodíaco de Dendera" (relieve de la época tebana); de arte asirio, el "León tendido" o el bajorrelieve "Leona herida"; de arte oriental, "Prajñaparamita" (Alto relieve de una figura en posición de loto, proveniente de Java), escultura de "Shiva Nataraja" (dios hindú) y una cabeza de Buda. En una vitrina se observan piezas de arte egipcio, destacándose las esculturas de "Nefertiti" y de la "Princesa Meryaton".

### Sala 2

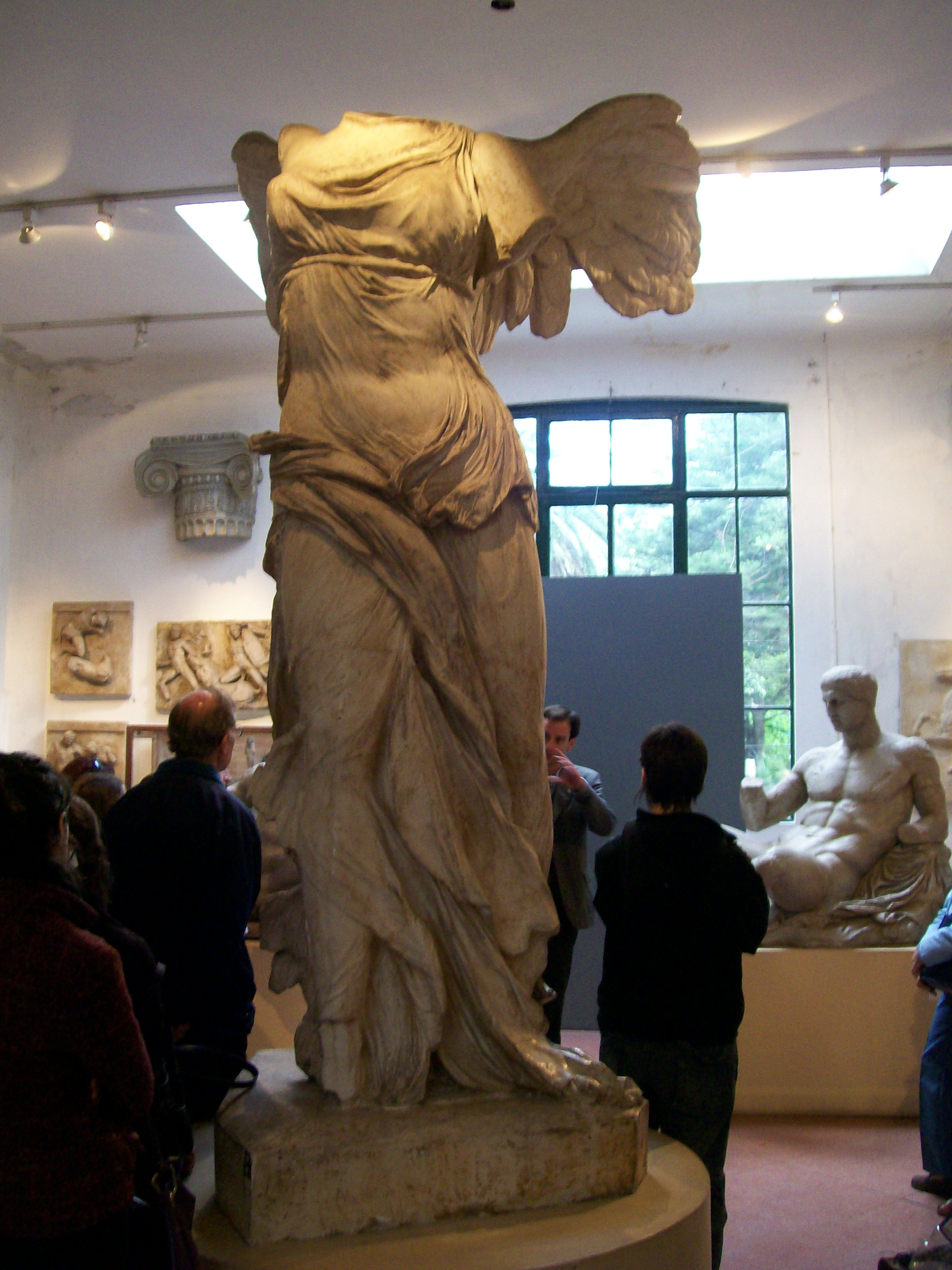
Calco de la Victoria de Samotracia

En la sala de Arte Griego Arcaico, Clásico y Helenístico se encuentran importantes testimonios del arte griego helenístico, como la "Victoria de Samotracia", el Torso de Belvedere (de Apolonio) y la reconocida "Venus de Milo".
También un importante conjunto de esculturas que se encontraban en el Partenón: "Afrodita y Dione" y "Ilisos", y una Cariátide del Erecteión. Además de reproducciones de frisos.

### Sala 3
Esta sala está dedicada al Arte Romano, Románico y Gótico. Se encuentran allí dos fragmentos de la Catedral de Chartres, representando a "Jesús y los cuatro Evangelistas" y "Reyes de Judea". 

### Sala 4
La cuarta sala presenta ejemplos de Arte Gótico, Renacentista y Manierista. De arte gótico: "El Ángel sonriente" de la Catedral de Reims y "Beau Dieu" de Amiens.
Se encuentran esculturas renacentistas de Miguel Ángel, reproducciones del "David", el "Moisés" y una escultura que representa a "Lorenzo de Médici ‘Il pensieroso’", y dos representaciones de la Virgen María: "La Piedad" y la "Virgen Dolorosa"; entre otras.

También se puede observa un relieve policromado de Andrea della Robbia, "La Anunciación".

Calcos esculturas Miguel Ángel
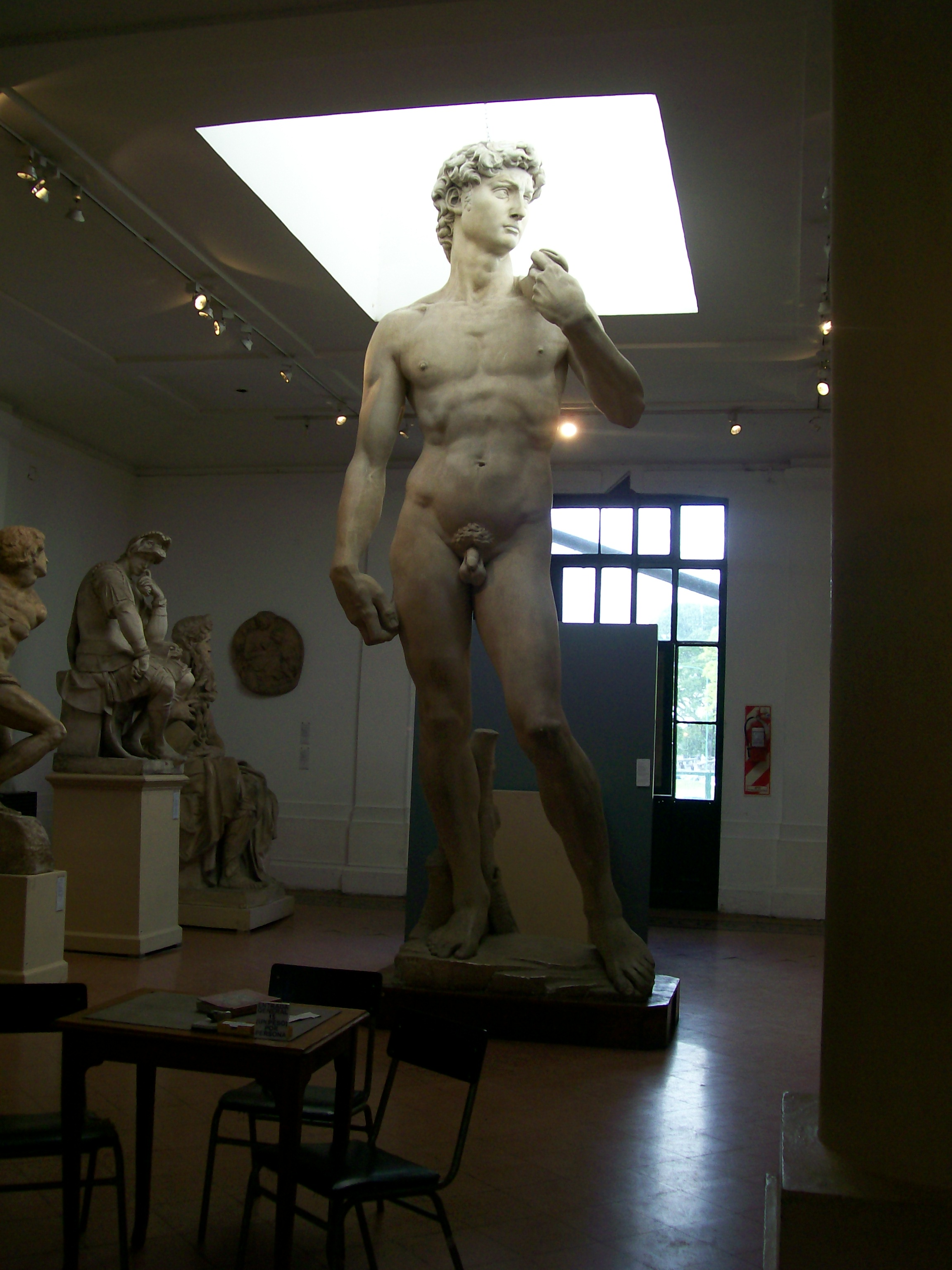
Calco del David
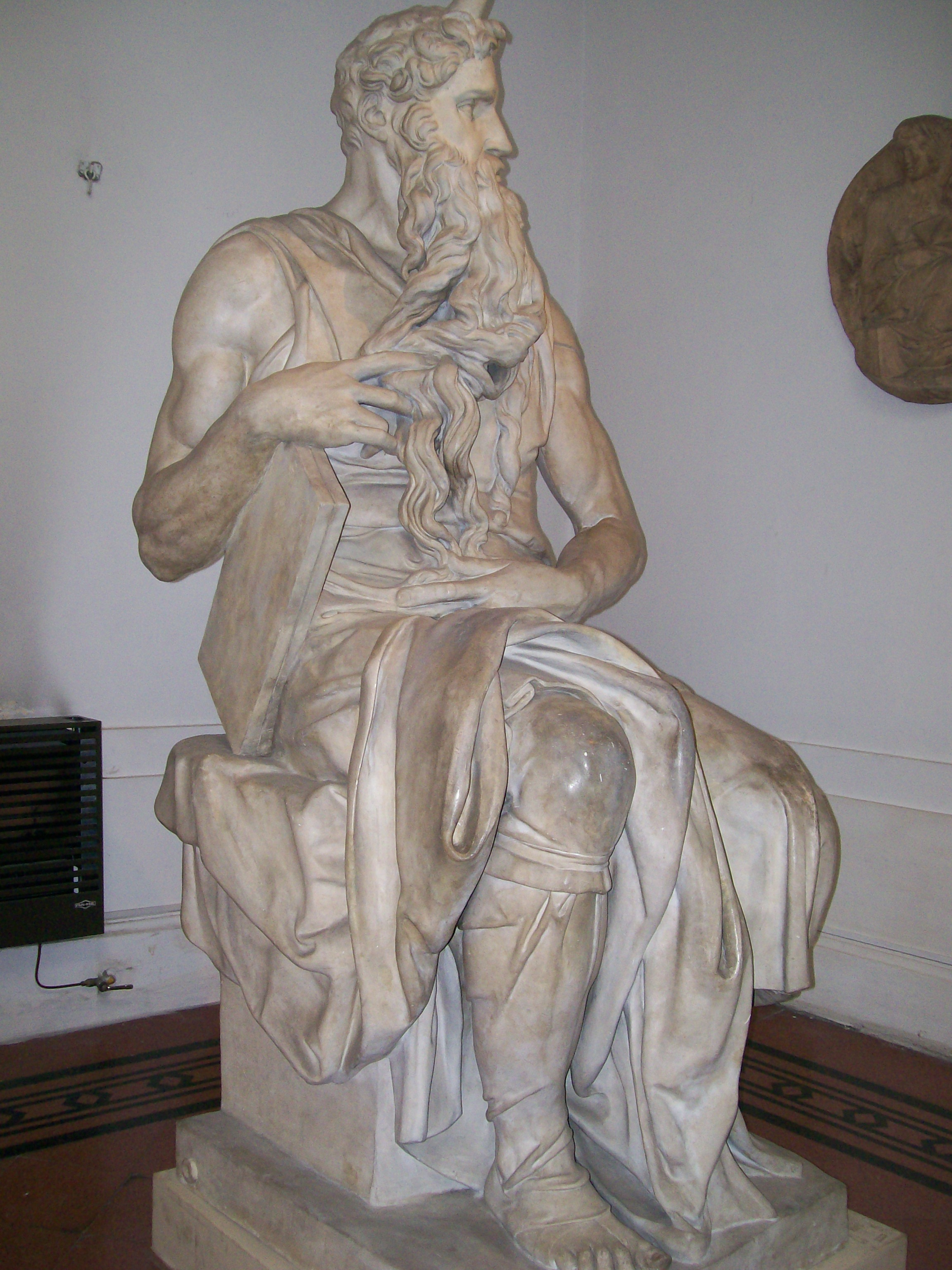
Calco del Moisés
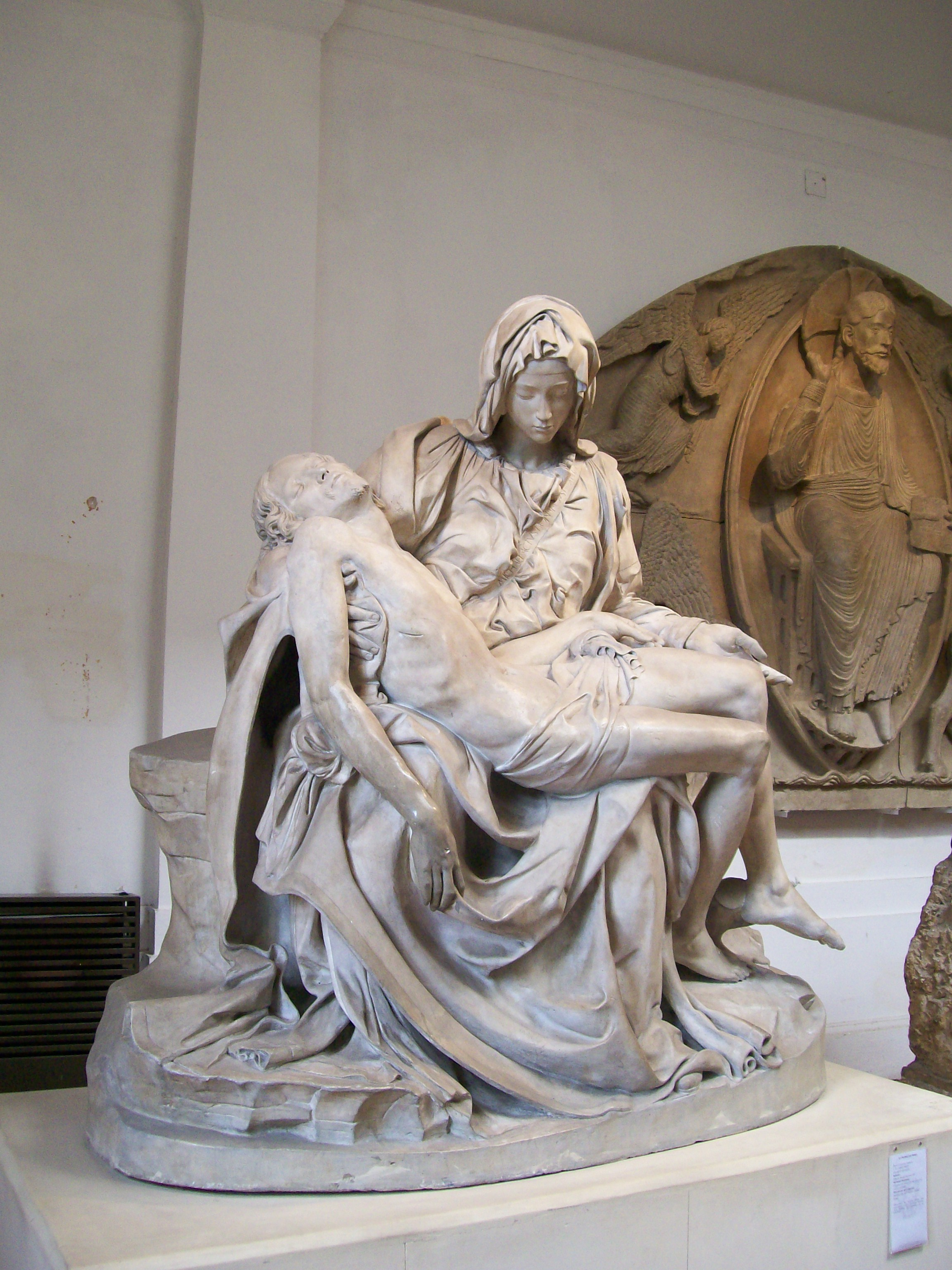
Calco de la Piedad del Vaticano

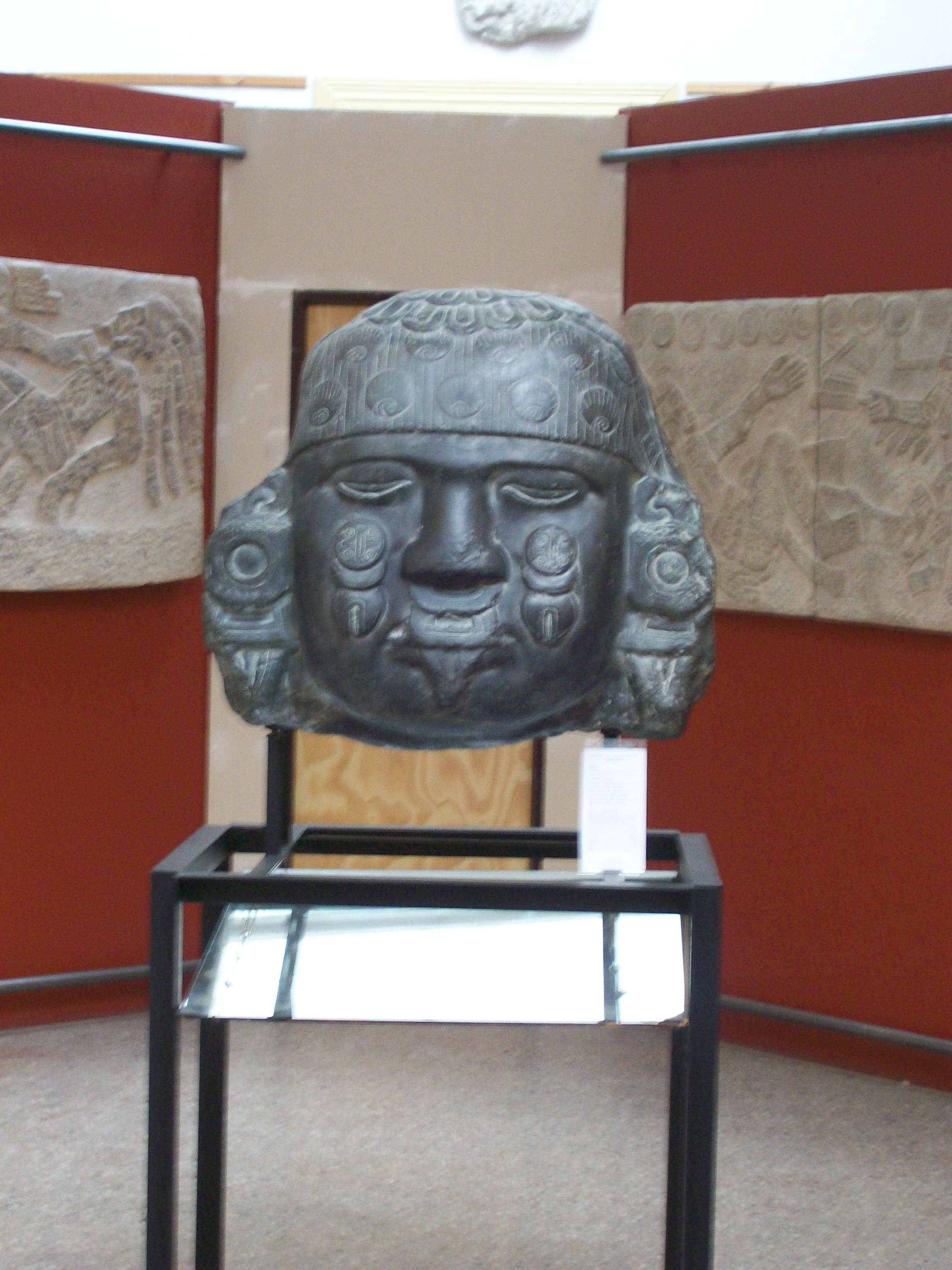
Calco Cabeza de Coyolxauhqui. El original se encuentra en el Museo Nacional de Antropología de México

### Sala 5
La quinta sala está dedicada al Arte Mesoamericano y Andino. Como ejemplo de Mesoamérica se expone la "Reina de Uxmal", un ornamento arquitectónico maya, el "Jaguar rojo" (de Chichén Itzá), la "Cabeza de Coyolxauhqui" (diosa azteca de la luna), el "Teocalli de la Guerra Sagrada" (bloque de basalto con sus cuatro lados esculpidos, con imágenes de símbolos rituales) y una escultura inca, el "Huaylas, Ancash".
El museo posee además una biblioteca, con libros de arte y la colección de grabados que contiene las obras de artistas formados en la institución.

### Exposiciones temporarias
El museo cuenta también con una sala dedicada a exposiciones temporarias. Desde 2014 se destacan dos ciclos, el de Muestras Homenaje donde se homenajean a artistas que han sido profesores y alumnos de la ex Escuela Superior de Bellas Artes “Ernesto de la Cárcova” y de la UNA, y el de Diálogo con el Patrimonio donde artistas contemporáneos son convocados para que exhiban obras específicas para ese espacio y que se encuentren en diálogo con la colección del museo.